# Carcelia placida
Carcelia placida là một loài ruồi trong họ Tachinidae.